# پارشوویتسه
پارشوویتسه (به چکی: Paršovice) یک منطقهٔ مسکونی در جمهوری چک است که در ناحیه پرروف واقع شده‌است. پارشوویتسه ۱۳٫۵۷ کیلومتر مربع مساحت و ۴۰۶ نفر جمعیت دارد و ۳۲۲ متر بالاتر از سطح دریا واقع شده‌است.